# Henry Byrne
Henry Byrne (* 6. März 1920; † 6. April 1976) war ein irischer Politiker der Irish Labour Party und gehörte von 1965 bis 1969 dem Unterhaus des irischen Parlaments (Oireachtas) an.
Byrne versuchte als unabhängiger Kandidat bereits bei den Wahlen 1944, im Wahlkreis Wicklow einen Sitz für den Dáil zu erringen. Auch als er Jahre später als Labour-Kandidat im Wahlkreis Laois–Offaly bei den Wahlen 1961 antrat, war er nicht erfolgreich. Erst bei den Wahlen 1965 war er erfolgreich. Bei der nächsten Wahl verzichtete Byrne auf eine Kandidatur, versuchte aber noch einmal ohne Erfolg bei den Wahlen zum Dáil Éireann 1973, einen Sitz für den Dáil zu erringen.